# Wilhelm Czerwiński
Wilhelm Czerwiński (ur. 1837 we Lwowie, zm. 13 lutego 1893 tamże) – polski kompozytor oper i operetek, przedstawiciel nurtu narodowego w muzyce polskiej.
Jego najważniejszym dziełem operowym jest Rusałka. Kompozytor operetki Słowiczek, oratorium ludowego Jasełka, kantaty Oda do młodości.
Pisał mazurki, nokturny i pieśni. Najbardziej znanym jego utworem jest Marsz Sokołów przyjęty jako hymn przez Polskie Towarzystwo Gimnastyczne „Sokół” (do słów Jana Lama).
Pochowany na cmentarzu Łyczakowskim.